# 狮子街
43°46′8.63″N 11°15′26.07″E / 43.7690639°N 11.2572417°E
狮子街（Via dei Leoni）是佛罗伦萨历史中心的一条街道，位于旧宫的背面。
这个名字来源于一个事实，从十四世纪至十六世纪，这条路是饲养外来动物的动物园，其中包括几只狮子。自中世纪以来，佛罗伦萨就饲养异国情调的野生动物，作为财富和声望的象征。在佛罗伦萨，狮子受到特别重视，不仅因为其传统的象征意义，而且因为它被视为佛罗伦萨的城市的象征（Marzocco）。这些动物自十三世纪就见于记载，起初，它们由佛罗伦萨共和国饲养在执政官宫（今巴杰罗美术馆），1350年迁至未来的佣兵凉廊所在地。